# 삼국지 VI
《삼국지 VI》(Romance of the Three Kingdoms VI: Awakening of the Dragon)는 일본의 KOEI사가 만든 삼국지 시리즈의 6번째 작품이다. RPG와 구별 되는 턴전략 시뮬레이션이라는 작품군의 6번째 작품이 된다.

## 개요
무장의 연령과 성장타입에 비례하는 능력치를 선택하여, 기본 능력치가 아무리 좋아도 나이가 어리거나 성장속도가 늦으면 모든 능력을 발휘 할 수가 없게 되어 있다. 성장속도는 신동, 유망주, 보통, 조숙, 만성의 5단계로 이루어져 있다. 또한 장수 개개인의 꿈과 파벌 갈등 등이 도입에 따라 무장간의 상성과 취향등이 게임상에서 본격적으로 묘사되었으며, 역대 시리즈 최초로 전쟁에서 최초로 준(準) 리얼타임 제가 도입되었다. 장수 개개인의 꿈이 대의일 경우 절대 등용할 수 없다. 반면 장수 개개인의 꿈이 안전일 경우 아주 쉽게 등용된다. 이는 당시 유행이었던 실시간 전략 시뮬레이션의 인기에 어느 정도 발 맞추기 위한 것으로 보인다. 장수 개개인의 꿈과 성향이 제각각이기 때문에 역대 삼국지 시리즈 중에서 부하 관리가 가장 어려운 시리즈이다. 일기토에서도 최초로 사용자의 명령 입력이 가능하게 되어 보다 이전 시리즈보다 상세한 전략의 구사가 필요했으며 무장들의 능력치가 전작에 비해 대폭 조정되었다. 일기토 능력 중에 필살기는 무력 90이상의 장수들에게만 적용되었지만 일격필살이 아무에게나 적용되는 바람에 객관성이 매우 떨어졌다. 손견에게 일격필살이 없는 반면 황호에게 일격필살이 있도록 설정했기 때문에 일기토의 객관성이 원천적으로 무시되었다. 오나라 출신 장수 중 무력 90 이상의 장수가 일격필살을 갖고 있는 경우는 주태가 유일했기 때문에 일기토에서 오나라가 전반적으로 불리하게 설정되어 있다. 특정 목표를 달성하는 것을 목적으로 비교적 짧은시간에 클리어할 수 있는 짧은 시나리오 모드가 도입되었다. 역사 이벤트의 내용을 대폭 보강하여, 총 100개의 역사 이벤트를 SD애니메이션 형식으로 표시하도록 하였다. (이후 초기메뉴의 '역사이벤트 콜렉션' 메뉴로 확인 가능) 이민족의 역할이 강화되어, 독자적인 영지를 가지고 있고 주변 영지를 침범할 수 있는 일개 세력으로 활동하였다. 이민족을 점령하면 이민족을 부하로 삼을 수 있다. 그러나 명령은 내릴 수 없다.(그러나 AI가 조종하는 이민족 세력이 본거지 이외의 영토를 차지할 경우, 그 영토는 공백지가 된다.)
파워업키트에서는 삼국지내의 유명 전투를 역할 수행 형식으로 클리어하는 전술시뮬레이션 모드를 최초로 도입하여 이후 시리즈의 파워업키트에 영향을 주게 된다.

## 문제점

### 날파리같은 그래픽
전투 장면의 그래픽이 매우 조잡하여 각 부대가 무슨 날파리처럼 움직이는 것같이 보인다. 이 때문에 게임을 하면서 불쾌감을 유발한다.

### 인간관계와 꿈 그 자체
인간관계와 꿈은 다음과 같이 존재한다.
- 예교 계열

- 왕좌: 후한 천자를 위해서 모든 것을 바치는 성격
- 대의: 왕좌에 비해 후한 천자에는 소극적이지만 절대 악행을 하지 않는 성격
- 재간: 자신의 능력을 발휘하고 싶어하는 성격

- 패도 계열

- 패권: 후한 천자를 전복 시키고 그 자리를 빼앗으려 하는 성격. 후한 천자는 꿈이 패권인 장수를 해고 시키라는 명령을 내리지만 문제는 능력이 뛰어난 장수들이 패권에 몰려있다는 점이다.
- 정복: 땅을 계속 넓히기를 좋아하는 성격. 가만히 있으면 계속 징징 거려서 골치 아프다.
- 출세: 계속 진급 시켜 달라고 징징거리는 성격. 대장군 직책을 주면 완벽히 통제가 가능하지만 대장군은 단 1명만 가능한 관직이며 그 이외의 출세가 꿈인 장수들이 계속 징징거려서 골치가 아프다.

- 중도계열

- 할거: 그냥 혼자 박혀 있는 것을 좋아하며 전쟁을 엄청 싫어한다. 때문에 꿈이 정복인 장수와 성격이 정반대라서 그 장수와 자주 마찰을 일으킨다.
- 유지: 할거와 다른 것은 동일하지만 전쟁한다고 징징거리지는 않으며 일단 시키는 건 다 하는 성격
- 안전: 자신의 목숨이 최우선이라서 지조가 아예 없는 성격. 등용하면 무조건 등용된다.

- 기타

- 의협: 군주가 시키는 건 무조건 좋아한다. 다만 군주는 꿈이 의협이 될 수 없으며 꿈이 의협인 장수가 군주가 되면 꿈이 대의로 바뀐다.
- 은둔: 뭐든지 다 싫어하는 성격. 다만 군주는 꿈이 은둔이 될 수 없으며 꿈이 의협인 장수가 군구가 되면 꿈이 할거로 바뀐다.

그런데 여기에서 정복과 할거, 왕좌와 패권은 서로 정반대의 성격이므로 둘 다 보유하면 누군가 하나는 반드시 징징 거리며 재간과 출세는 성격은 동일하지만 그것 때문에 상호 경쟁관계가 되어 이것 역시 다른 의미로 누군가는 반드시 징징 거린다. 계속 부하 장수들이 징징 거려서 게임에 몰입하기 매우 어렵다.

## 시나리오
- 184년 2월 황건적의 난
- 189년 12월 동탁의 야망
- 194년 10월 군웅 할거
- 200년 2월 하북 쟁란
- 207년 3월 와룡과 봉추
- 219년 7월 한중왕 유비
- 234년 9월 오장원의 지는 별
- 192년 4월 동태사 주살
- 210년 1월 입촉
- 223년 5월 소열제 승하